# 清樂鄧公祠

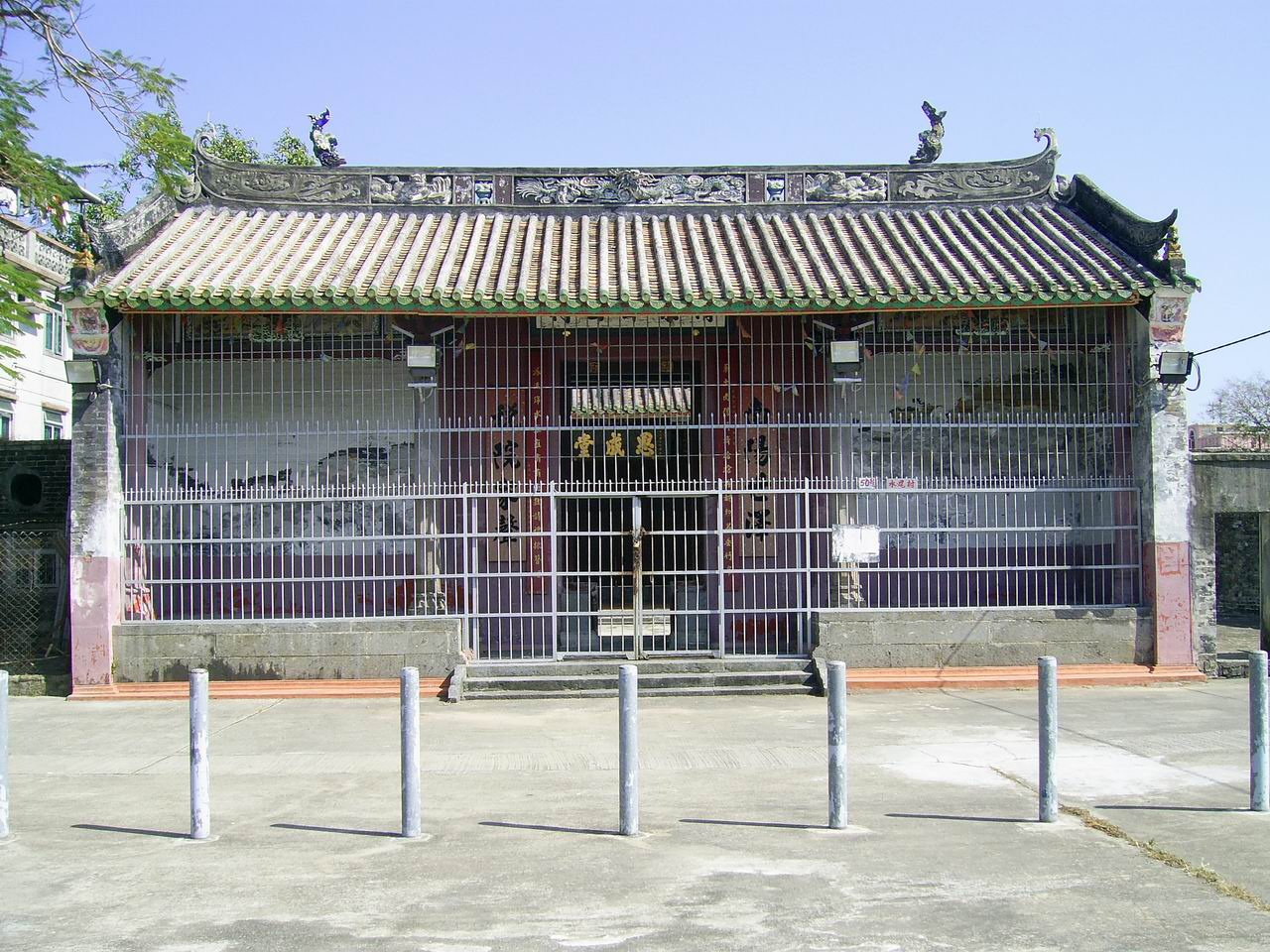
清樂鄧公祠

清樂鄧公祠，又名思成堂，位於香港新界元朗錦田水尾村內，是當地鄧氏四大祠堂之一，用於紀念錦田鄧氏第十七世祖鄧清樂（號廣舍），一般認為其建築年份可追溯至明朝中前期（公元1490年左右），現已被列為香港一級歷史建築。

## 建築
清樂鄧公祠採用三進三間式設計，是錦田鄧氏眾多祠堂中最具規模且面積最大的一所。前台建有支柱，上承桁樑，斗拱及橫樑上均有細緻的雕刻。正脊上除有一雙鰲魚擺設外，脊上正中有青龍浮雕、左右亦有瑞獸一對。正脊與垂脊之間有一對蝙蝠，垂脊盡頭則擺放了瑞獸朝天吼，給人一種莊重的感覺。此外，祠堂內的石柱及花崗石柱礎均不盡相同，提升了整座建築的多樣性。上承橫樑木柱，而大門戶內有一屏風，只有達官顯貴到訪才會開啟。內有康熙皇帝御賜的「旨嘗換花翎」及「欽點花翎等衛」等功名牌匾，以昭示族人於科舉考核中的成就；屋頂上有多幅色彩豐富的壁畫，如「八仙圖」等。

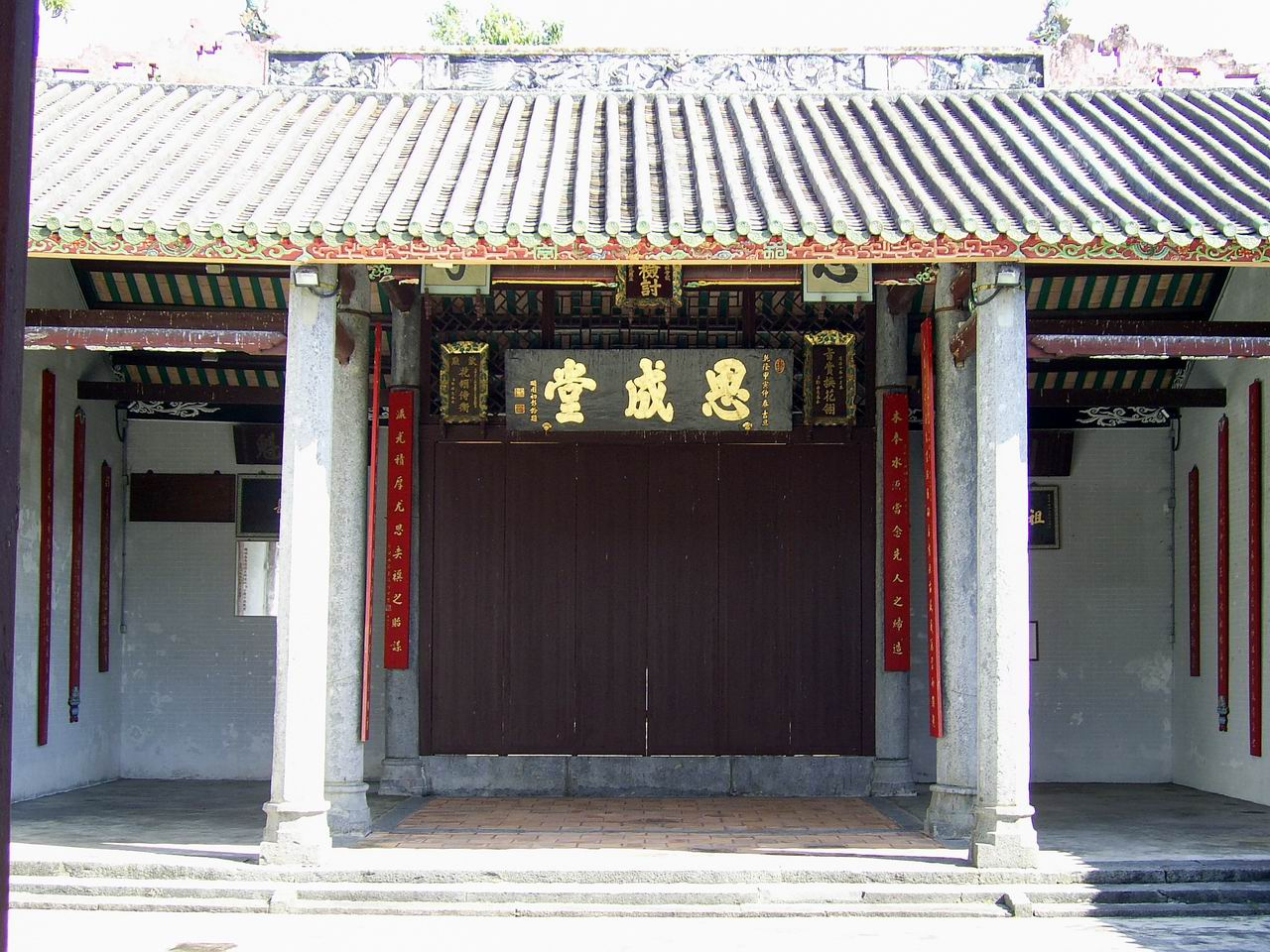
清樂鄧公祠中廳思成堂

乾隆五十九年重修（1794年）一次，於1981年與鎮銳鋗鄧公祠再一同進行修繕工程。是次修繕雖有專家協助，提升質量較高，但繒於正門的一對門神卻被塗去並繪上較差的新貌，有論者認為是一種難以彌補的損失。
門外大門前有一對聯，為「南陽世澤 稅院家聲」，用以紀念鄧姓族人源出自商朝時的南陽（今河南一帶），及鄧氏後人獲封為稅院郡馬的一段歷史。
中廳內懸的「思成堂」匾額，常被指為1794年重修時，由乾隆庚子科（乾隆四十五年，1780年）進士初彭齡所書，但在完成「思成」二字後卻突然暴斃，「堂」字由其他人代替，造成匾上文字字勢及風格有異。但此說似是訛傳，因初彭齡實際上於1825年才病逝，不可能出現上述的情況。

## 添燈儀式
每年出生的男丁名字會登記在「丁口冊」上，其後才正式登入族譜。每年元宵節鄧族族人會在清樂鄧公祠進行祠祭儀式，並為上一年出生的男丁「點燈」。